# Minna Palmroth
Minna Maria Emilia Palmroth, född 1975 i Sahalax, är en finländsk rymdfysiker och professor i beräkningsrymdfysik vid Helsingfors universitet.

## Biografi
Palmroth skrev studentexamen i Kangasala. Hon studerade sedan fysik vid Helsingfors universitet. Hon blev filosofie magister 1999 och filosofie doktor 2003. Hennes doktorsavhandling handlade om solvinden, det vill säga interaktionen mellan  partikelstrålen från solen och jordens magnetosfär med både observationsdata och magnetohydrodynamiska simuleringar.  Dess titel är Solar wind: magnetosphere interaction as determined by observations and a global MHD simulation.

## Forskning
Palmroth har anslag från Europeiska Vetenskapliga Rådet (ERC) som finansierar hennes forskningsprojekt: Plasma Reconnection, Shocks and Turbulence in Solar System Interactions: Modelling and Observations.